# Таглунг
Таглунг (англ. Taglang La) — высокогорный перевал в Ладакхе, Индия. Высота — 5334 метра над уровнем моря. Связывает ущелье реки Тиа (на севере) с ущельем реки Зара (на юге). Ландшафты напоминают марсианские пейзажи. У. Рокхилл, описывая своё путешествие по этим местам в мае 1889 года, отмечал «весьма крутую Taglung la (16.650 фут)», покрытую снегом. Через перевал проходит Лех-Манальское шоссе. Эта дорога насчитывает более 20 резких поворотов, и езда по ней спряжена с большим риском.
Над перевалом возвышается одноимённая гора высотой 5453 м.